# 8-ма повітрянодесантна бригада (СРСР)
8-ма пові́тряно-деса́нтна брига́да (8 пдбр) — повітряно-десантна бригада, військове з'єднання повітряно-десантних військ Радянського Союзу за часів Другої світової війни.

## Командування
- Командир:
  - Гребнєв Георгій Харитонович;
  - Комков С.;
  - Онуфриев А. А. (~1941-42);
  - Омельченко Степан Сергійович;
  - Русских Михайло Якович.

## Відео
- Освободители. Воздушный десант (рос.)